# Cushing (Nebraska)
Cushing – wieś w Stanach Zjednoczonych, w stanie Nebraska, w hrabstwie Howard.